# Katja Ickstadt
Katja Ickstadt (* 18. Januar 1965 in Berlin) ist eine deutsche Statistikerin, die an der Fakultät Statistik der TU Dortmund lehrt. Im März 2022 übernahm sie zusätzlich das Amt der Vorsitzenden der Deutschen Arbeitsgemeinschaft Statistik (DAGStat). Die DAGStat ist der wissenschaftliche Verbund von 15 deutschen Fachgesellschaften und des Statistischen Bundesamts, der sich fächerübergreifend um die Weiterentwicklung statistischer Modelle und Verfahren kümmert.

## Werdegang
Ickstadt studierte von 1984 bis 1989 Mathematik an der Technischen Universität Darmstadt, 1994 schloss sie ihre Promotion und 2001 die Habilitation ebenfalls in Darmstadt ab. Zu den Stationen ihrer wissenschaftlichen Arbeit gehören u. a. Aufenthalte an der Universität Basel, der Duke University in North Carolina und der University of North Carolina at Chapel Hill sowie die Vertretung einer Professur am Institut für mathematische Stochastik der Albert-Ludwigs-Universität Freiburg. 2001 wechselte Ickstadt an die TU Dortmund und übernahm 2004 den Lehrstuhl für Mathematische Statistik und Biometrische Anwendungen an der Fakultät Statistik. Von 2012 bis 2022 leitete sie als Dekanin die Fakultät.

## Auszeichnungen
- 2024: Susanne-Dahms-Medaille für herausragende Leistungen für die Internationale Biometrische Gesellschaft und ihre Deutsche Region (IBS-DR)[3]